# Sphaerosyllis piriferopsis
Sphaerosyllis piriferopsis är en ringmaskart som beskrevs av Thomas H. Perkins 1981. Sphaerosyllis piriferopsis ingår i släktet Sphaerosyllis och familjen Syllidae. Inga underarter finns listade i Catalogue of Life.